# Espinosa de Villagonzalo (kommunhuvudort)
Espinosa de Villagonzalo är en kommunhuvudort i Spanien.   Den ligger i provinsen Provincia de Palencia och regionen Kastilien och Leon, i den norra delen av landet, 240 km norr om huvudstaden Madrid. Espinosa de Villagonzalo ligger 827 meter över havet och antalet invånare är 221.
Terrängen runt Espinosa de Villagonzalo är platt. Runt Espinosa de Villagonzalo är det glesbefolkat, med 15 invånare per kvadratkilometer. Närmaste större samhälle är Herrera de Pisuerga, 13,3 km norr om Espinosa de Villagonzalo. Trakten runt Espinosa de Villagonzalo består till största delen av jordbruksmark.